# Sonnenberg (Eifel)
Der Sonnenberg bei Heimbach im nordrhein-westfälischen Kreis Düren ist eine 393,3 m ü. NHN hohe Erhebung der Rureifel, einem Nordteil des Mittelgebirges Eifel.

## Geographie

### Lage
Der Sonnenberg erhebt sich in der Rureifel im Naturpark Hohes Venn-Eifel – gänzlich im Heimbacher Stadtgebiet. Sein Gipfel liegt 1,1 km nordöstlich der Burg Hengebach (Burg Heimbach), die sich im Ortskern der an der Rur gelegenen Heimbacher Kernstadt befindet, und 1,2 km südsüdwestlich der Dorfkirche des Heimbacher Ortsteils Hausen, das etwas weiter flussabwärts liegt. Am Westfuß der Erhebung befindet sich das Heimbacher Fischbachtal, eine kleine Siedlung zwischen Heimbach und Hausen, und etwa 4 km (jeweils Luftlinie) östlich liegt der Heimbacher Ortsteil Vlatten. Nach Süden leitet die Landschaft zum Eichelberg (379,1 m) bei Heimbach über. Ein Nordsporn des Sonnenbergs, in Richtung Hausen, heißt Rensberg, bei dem auf topographischen Karten etwas nördlich seines Schriftzugs an fast gleicher Stelle die Höhenangaben 348,4 m und 346,5 m verzeichnet sind.
Der Sonnenberg fällt stark zur Rur hin ab; vom Gipfel bis hinab zum Fluss (ca. 193 m) bei Hausen (Rurbrücke: 195,9 m) ergeben sich rund 200 m Höhenunterschied. Die Hanglagen oberhalb der Rur sind stellenweise gekennzeichnet durch ausgeprägte Schieferfelsen.

### Naturräumliche Zuordnung
Der Sonnenberg gehört in der naturräumlichen Haupteinheitengruppe Westeifel/Ardennen (Nr. 28), in der Haupteinheit Rureifel (282) und in der Untereinheit Rur-Urft-Olef-Täler (282.3) zum Naturraum Heimbach-Maubacher Rurtal (282.34).

## Schutzgebiete
Auf dem Sonnenberg, auf dem sich das Waldgebiet Hausener Busch ausbreitet, liegen Teile des Landschaftsschutzgebiets Kreis Düren (Teilfläche 1) (CDDA-Nr. 322307; 1988; 307,29 km²). Auf unteren Flankenteilen im Süden, Westen und Nordwesten befinden sich räumlich voneinander getrennte Teile des Naturschutzgebiets Buntsandsteinfelsen im Rurtal zwischen Heimbach und Kreuzau (CDDA-Nr. 318269; 1981 ausgewiesen; 56 ha groß).

## Verschiedenes
Der Sonnenberg wird teilweise landwirtschaftlich genutzt. Hinüber führen eine Gaspipeline und eine 110-kV-Hochspannungsleitung. Zudem gibt es dort mehrere Marienbilder bzw. -altäre.

## Verkehr und Wandern
Entlang der Rur führt westlich vorbei am Sonnenberg von Heimbach nach Hausen die Landesstraße 249, welche in Heimbach die südlich den Berg passierende L 218 kreuzt; letztere verläuft von Vlatten durch Heimbach nach Hasenfeld. Zum Beispiel an diesen Straßen oder in den genannten Ortschaften beginnend kann die Erhebung auf vielen Waldwegen und -pfaden erwandert werden; sie ist beliebtes Wandergebiet. Südlich vorbei am Sonnenberg führt durch Heimbach der Europäische Fernwanderweg E8.